# 放學ICU
《放學ICU》（2005年1月3日—2015年1月9日），香港電視廣播有限公司製作的一個兒童節目，此節目接替同類型兒童節目《至NET小人類》，後來被同類型兒童節目《Think Big天地》取代，收視約為3－9點。

## 概要
2005年1月，節目於成立初期以兒童劇《蔥蔥闖地球》及布偶角色「蔥蔥」作為招徠，每集上半部均播放該齣短劇，插播動畫以後的下半部則是由參與短劇的成員與若干藝員沿用劇中佈景，一同主持主題環節。2005年10月，當《蔥蔥闖地球》播放完畢後，所有節目內容回歸傳統的主題環節，並於後段引入正式的主題曲。
2007年12月31日，高清數碼電視啟播，《放學ICU》亦同時進行內容及形式改革。在佈景方面，每天有不同的新主題佈景，另一重點是再次推出兒童連續劇《神探阿Tom》，但是只限於每星期一集。星期一的動畫播放時間曾經改為下午4:20，於播完後才插播兩節自製內容。
2010年2月1日，節目再次進行另一次內容改革。在動畫編排方面，星期一播放時間改回下午4:35，使星期一至星期五的播放時間再次統一為下午4:35，同日亦更換片頭。另外於2011年8月1日起，因為節目內播映之動畫《寵物小精靈DP III》改為16:9製作，使節目於模擬頻道亦改以4:3黑邊模式播放。因此從當天起，本節目均只會播放16:9制作的動畫，而不再播放4:3制作的動畫。
2013年5月13日，本節目進行第三度內容改革，亦更換主題曲，並重新引入無線兒童台之菠蘿家族布偶。同年7月15日起，本節目改為高清製作。
2014年4月18日，主持無綫電視兒童節目長達32年的譚玉瑛退出主持群，被網民喻為「一個集體回憶的消失」。
2014年10月2日，由於節目播映中途插播《特別新聞報道》，故《放學ICU》當天只能播出半集，餘下半集改於同年12月4日補播。2014年10月3日起，為了避免及後因播放《特別新聞報道》等而令節目時間拉長或停播，改為不播映動畫（動畫改於節目前獨立播映）以縮短節目長度至今。
2014年12月21日，因應節目再度大革新，當日為本節目最後一次錄影，錄影於2015年1月9日播放，並由1月12日起被新通識教育節目《Think Big天地》取代。截至2015年1月，本節目已播映已10年1星期，共播放2614集，僅次於1989年至1999年播映10年3個月的《閃電傳真機》，成為TVB史上第二長的兒童節目。
2015年1月9日，本節目一度成為TVB史上最後播放及製作有小主持的兒童節目，直至2021年8月16日，新節目《Hands Up》重設小主持為止。
隨著小主持梁思齊於2024年9月27日出任無線新聞台主播，她成為首位曾任兒童節目小主持的無線新聞主播，另一小主持鄭嘉樂為NOW TV新聞主播。
2024年11月5日，本節目監製曾廣平離世。

## 前主持
- 王少萍
- 王東泰
- 司徒瑞祈
- 何沛霖
- 何嘉裕
- 吳綺珊
- 呂　熙
- 李君妍
- 李泳漢
- 李霖恩
- 杜大偉
- 沈卓盈
- 阮政峰
- 林穎彤
- 唐韋琪
- 高可慧
- 張國洪
- 曹永廉
- 梁珈詠
- 陳　琪
- 陳佩思
- 陳嘉露
- 黃曉明
- 黃澤鋒
- 蓋世寶
- 蔡淇俊
- 黎桐康
- 劉家聰
- 鄧永健
- 鄭詠謙
- 霍建邦
- 蕭徽勇
- 羅天池
- 羅照中
- 譚玉瑛
- 關婉珊

## 小主持
| 陈子慧 （資深小主持）                        | 孔祺 （資深小主持）               | 陳沛妍 （高級小主持）                   | 謝芷欣 （副首席小主持）         | 鄭可琳 （高級小主持）           |
| 許穎童 （副首席小主持）                      | 郭爾妮 （副首席小主持）           | 鄭嘉樂 （副首席小主持,現任NOW新聞主播） | 陳靖琳 （高級小主持）           | 陳楚洳 （高級小主持）           |
| 無綫收費電視兒童台(2004-2011)兼放學ICU小主持 |                                   |                                         |                                 |                                 |
| 許穎童 （無綫兒童台副首席小主持）            | 謝芷欣 （無綫兒童台副首席小主持） | 鄭嘉樂 （無綫兒童台副首席小主持）       | 陳穎桐 （無綫兒童台高級小主持） | 許穎心 （無綫兒童台高級小主持） |
| 郭爾妮 （無綫兒童台副首席小主持）            | 何韻熙 （無綫兒童台高級小主持）   | 宋卓峰 （無綫兒童台高級小主持）         | 黃琬婷 （無綫兒童台高級小主持） | 馮嘉慧 （無綫兒童台高級小主持） |
| 常規小主持                                   |                                   |                                         |                                 |                                 |
| 劉雋賢                                       | 陳靖琳                            | 劉為豐                                  | 林展浩                          | 陳沛妍                          |
| 鄭可琳                                       | 翁浚峰                            | 洪厚年                                  | 梁思齊 (現任無線新聞主播)       | 謝曉聰                          |
| 潘胤安                                       | 黃敏璇                            | 陳煒迪                                  | 李欣桐                          | 程子軒                          |
| 謝芷欣                                       | 陳楚洳                            | 楊凱博                                  | 陳泓達                          | 鄔卓廷                          |
| 丘思穎                                       | 羅梓龍                            | 羅曉雯                                  | 余恩蕎                          | 許思語                          |
| 方麗淇                                       | 楊希媛                            | 楊景蕊                                  | 張芷渝                          | 鄧泳然                          |
| 蔡蔚然                                       | 張傲程                            | 張皓銘                                  | 蕭諾民                          | 王千晴                          |

| 潘迪   | 胡曉嵐 | 王秉熹 | 謝宛婷 | 陳景昆 |
| 雷子俊 | 韓靜怡 | 黃嘉豪 | 雷芯宜 | 鮑天佑 |
| 江君佑 | 原鳳君 | 王樹熹 | 朱樂旻 | 梁梓軒 |
| 張昊文 | 陳俊宇 | 楊鈺河 | 阮楒惠 | 林蕙卿 |
| 梁琦瑜 | 許嘉晉 | 陳嘉雯 | 梁耀賢 | 洛鰻延 |
| 莫凱謙 | 王雪盈 | 呂俊達 | 溫子賢 | 沈嘉彤 |
| 沈嘉善 | 吳灝璋 | 郭穎霖 | 沈嘉君 | 張泳儀 |
| 陳曉揚 | 謝芷欣 | 葉美妤 | 鍾芷蔚 | 冼迪琦 |
| 陳詠如 | 彭卓迪 | 馮嘉慧 | 許啟明 | 鄧彤肜 |
| 朱倚雯 | 陳詩婷 | 吳競翀 | 楊樂彤 | 陳頌喬 |
| 鄧泳恩 | 譚穎怡 |        |        |        |

## 環節

### 兒童連續劇
| 播映日期                                                                                          | 連續劇 |
| 2005年1月3日-2005年10月                                                                           | 葱葱闖地球 蔥蔥闖地球是在節目中播放的一套電視劇。內容講述来自數碼星球的葱葱（何璐怡配音）由於自己的飛船意外撞落到地球而跟他的隊員失散。碰巧葱葱遇到了失意的少年雷冠男（蔡淇俊飾），原來蔥蔥之前原為星際籃球隊隊員，於是二人因籃球發展出一段友誼。蔥蔥為使冠男振作，把自己的籃球技巧教予冠男，並把學校的籃球隊建立起來。 劇集主題曲是「葱葱闖地球」，是由鄧健泓、劉家聰、張國洪、蔡淇俊、李泳漢和李霖恩主唱的「投投籃球」。片尾曲是「我要出線」，是由劉家聰、張國洪、蔡淇俊、李泳漢和李霖恩主唱。 |
| 2007年12月31日－2008年7月 （由2008年1月3日起逢星期四播出）                                        | 神探阿Tom |
| 2010年2月2日－2015年1月7日 （由2010年2月1日起逢星期二播出） （由2010年3月31日起改為逢星期三播出） | 諸氏家庭 諸氏家庭演員表 - 諸嫲/譚姑娘/三姨婆：譚玉瑛 - 諸高：杜大偉（第一代）、鄧永健（第二代） - 諸柔：何嘉裕（第一代）、陳子慧（第二代） - 大件：呂熙（第一代）、司徒瑞祈（第二代） - Yummy：吳綺珊 - 諸爺/諸爸：蕭徽勇 - 諸爸（兒時）：劉雋賢 - 諸媽：陳琪 - 諸姑姐：蓋世寶（2012年第四季加入） |
| 2013年5月13日－2015年1月5日 （由2013年5月13日起逢星期一播出） （2014年1月30日播映新春特別版）     | 一場好戲 |
| 2013年5月16日－2015年1月8日 （由2013年5月16日起逢星期四播出）                                     | 我愛關師傅 - 關師傅：蕭徽勇 - Badman：司徒瑞祈 |

### 星期一至五每天主題
- 星期一
  - 一場好戲
  - Like Magic
  - 手多多要Encore
  - 健康巴士
  - 布偶IQ題
  - Mark好英語（Mark Ryan主持）
- 星期二
  - 小廚當家
  - 大新聞小報道
  - 齊齊Chit Chit Chat
  - 布偶冷知識
  - Mark好英語（Mark Ryan主持）
- 星期三
  - 諸氏家庭
  - 親親大自然
  - 植物診療室
  - 藝術我至醒
  - 布偶IQ題
  - Mark好英語（Mark Ryan主持）

- 星期四
  - 我愛關師傅
  - 趣緻普通話（禹琨主持）
  - 全能小主持Action
  - 布偶冷知識
  - Mark好英語（Mark Ryan主持）
- 星期五
  - 齊齊Chit Chit Chat
  - 動能戰士終極戰
  - 布偶IQ題
  - 來自蔥蔥的歌
  - Mark好英語（Mark Ryan主持）

### 過往環節
- 非凡任務GoGoGo（蓋世寶、杜大偉主持，星期一）
- Kid Kid騷（星期一）
- 香港No.1（星期一）
- 科學最前線（星期二）
- 健康新角度（星期五→星期二）
- 抱抱藝術（星期二）
- 香港最熱（星期二）
- 科學小發現（星期二）
- 普通話世界（蕭徽勇主持，星期二）
- Mark Says（Mark Ryan主持，星期二至五）
- 突擊測驗（蕭徵勇、吳綺珊主持，星期四→星期三）
- 觀星會（星期三）
- 經典童回憶（星期三）
- 別字逐個捉（星期三）
- 講古老（星期四）
- 飛躍藝廊（星期四）
- 藝術專題環節（星期四）
- 專題討論（星期四）
- 英語升LEVEL（譚玉瑛主持，星期四）

- Yummy好滋味（星期五）
- 正字型警（星期五）
- 演藝小天才（星期五）
- 葱葱話你知（星期五）
- 校園電視台（星期五）
- DR.JOKE
- 你讲咩话（星期三）
- 小小地球村（星期三）
- 格鬥王（星期二）
- 完全明白了（名稱偶然可能會是角色輪流轉）
- Patrick Sir有問必答（星期一至三，林溥來主持）
- Patrick Sir英語通通識（星期四、五，林溥來主持）
- 用手講用心聽（星期一）
- 動能戰士夏日大激戰（2014年8月25日－29日）

## 動畫
與前繼節目至NET小人類一樣，放學ICU時段內會播放約22分鐘的動畫（大約在16:35-17:00），大多數都是來自日本的動畫。放學ICU時段內曾播放或即將播放的動畫包括：
1. 音速小子X（2005年1月3日）
2. 希臘封神榜（2005年3月18日）
3. 銀河五虎將（日语：ガイスターズ FRACTIONS OF THE EARTH）（2005年5月12日）
4. 滴骰孖妹（2005年6月17日）
5. 星球流浪記2（2005年8月30日）
6. 音速小子X（2005年10月5日）
7. 決鬥大師（2005年11月15日）
8. 熱斗洛克人（2005年12月22日）
9. 寵物精靈（2006年3月3日）
10. Bom Bom彈珠人太空戰士（2006年5月16日）
11. Keroro軍曹（2006年7月3日）
12. 至NET奇兵（2006年9月11日）
13. 哈姆太郎（2006年10月17日）
14. 我們這一家（2006年12月26日）
15. 貓狗寵物街（2007年3月30日）
16. 魔界女王候補生（2007年5月7日）
17. 雙子公主（2007年7月17日）
18. 動物橫町（2007年9月26日）
19. 新宇宙飛龍（2007年11月2日）
20. 奇幻魔法Melody（2007年12月26日）
21. 飛天小女警Z（2008年3月10日）
22. 哈姆太郎（2008年5月23日）
23. 福娃奧運漫遊記（2008年6月16日）
24. 哈姆太郎（2008年8月18日）
25. 摺紙戰士（2008年10月15日）
26. 光之美少女III（2008年12月26日）
27. 喜羊羊與灰太狼（2009年3月6日）
28. 寵物精靈超世代（2009年5月15日）
29. 喜羊羊與灰太狼（2009年7月28日）
30. 奇幻魔法Melody（2009年10月7日）
31. 寵物精靈超世代（2009年12月21日）
32. 喜羊羊與灰太狼（2010年3月1日）
33. 爆丸2（2010年5月10日）
34. Battle Spirits 少年突破馬神（2010年7月21日）
35. 哈姆太郎（2010年9月29日）
36. 閃電十一人（2010年11月19日）
37. 我家3姊妹（2011年2月18日）
38. 寵物精靈DP（2011年4月29日）[4]
39. 銀河五虎將（日语：ガイスターズ FRACTIONS OF THE EARTH）（2011年5月12日）
40. 滴骰孖妹（2011年6月17日）
41. 星球流浪記2（2011年8月30日）
42. 寵物反斗星（2011年11月8日）
43. Battle Spirits 少年激霸（2012年1月16日）
44. 網絡小精靈（2012年3月26日）
45. 閃電十一人II（2012年6月5日）[5]
46. 每日媽媽（2012年8月31日）
47. 爆丸IV（2012年10月25日）
48. 喜羊羊與灰太狼之競技大聯盟（2012年12月28日）
49. Battle Spirits 少年勇者（2013年2月8日）
50. 童話公主（2013年4月19日）[6]
51. 喜羊羊與灰太狼之開心日記（2013年7月1日）
52. 每日媽媽（2013年8月12日）
53. 喜羊羊與灰太狼之奇思妙想喜羊羊（2013年10月15日）
54. 喜羊羊與灰太狼之給快樂加油（2013年11月26日）
55. 忍者亂太郎（2014年2月4日）
56. 超速變形（2014年4月29日）
57. 寵物反斗星（2014年7月9日）
58. 喜羊羊與灰太狼之懶羊羊當大廚（2014年9月17日）

然而，自2014年10月3日起，放學ICU節目被進行改組，改為編定於節目開始前播出，令沿襲33年的兒童節目動畫時段正式告終。

## 主題曲
- 第一代《投投籃球》（2005年1月3日－2006年2月）
  - 作曲：張婉兒、作詞：張婉兒、主唱：鄧健泓
- 第二代《放學ICU》（2006年2月－2013年5月10日）
  - 作曲：葉肇中、作詞：鄭櫻綸、主唱：馬浚偉
- 第三代《校鐘響起ICU》（2013年5月13日－2015年1月9日）
  - 作曲：葉肇中、作詞：王祖藍，宋沛言、主唱：王祖藍

## 節目調動（2008年後）
- 2008年北京奧運期間（8月11日至8月22日）：由於直播《北京奧運下午直擊》，改為09:00-09:30播出，而節目內的動畫《福娃奧運漫遊記》改為13:20-13:50播出。
- 2012年1月19日及6月14日：由於直播《行政長官答問會》超時，分別延至16:40-17:35及16:35-17:35播出。
- 2012年7月2日：由於直播《香港國際龍舟邀請賽》，改為16:00-16:30播出。
- 2012年10月2日：由於中途插播《撞船意外 政府記者會》，改為16:20-16:35及17:15-17:55播出。
- 2012年10月5日：由於直播《超級國家盃2012馬球賽》，改為16:00-16:30播出。
- 2012年12月10日：由於直播《行政長官答問會》，改為15:50-16:50播出。
- 2013年5月9日：由於直播《行政長官答問會》超時，延至17:10-18:05播出。
- 2013年7月1日：由於直播《香港巨蛋音樂節》，改為09:30-10:30播出。
- 2013年12月4日：由於中途插播《政改諮詢記者會》，改為16:20-16:30及17:35-18:15播出。
- 2014年1月31日：由於直播《AET馬年賀歲盃國際足球邀請賽–FC東京 對 奧漢倫斯》，改為16:55-17:55播出。
- 2014年2月3日：由於直播《AET馬年賀歲盃國際足球邀請賽–FC東京 對 FC薩馬拉》，改為16:55-17:50播出。
- 2014年4月23日：由於插播《特別新聞報道》，改為16:20-16:35及16:50-17:35播出。
- 2014年6月10日：由於插播《特別新聞報道》，改為16:20-16:35及16:45-17:30播出。
- 2014年7月1日：由於直播《香港巨蛋音樂節2014》，改為15:30-16:00播出。
- 2014年7月15日：由於中途插播《政改記者會》，改為16:20-17:00及17:50-18:05播出。
- 2014年9月1日：由於中途插播《李飛記者會》，改為16:20-17:00及18:05-18:20播出。
- 2014年雨傘行動期間，由於部份日子需插播《特別新聞報道》以直播紀律部隊記者會及政府跨部門記者會：
  - 9月29日：改為16:20-17:25播出。
  - 9月30日：改為17:05-18:00播出（但技術問題，原第二節誤播第四節內容）。
  - 10月1日：改為16:50-17:50播出。
  - 10月2日：改為17:00-17:30播出並只播出第一、二節,至於四節改於12月4日播出,。
  - 10月3日：改為17:10-17:30及18:05-18:10播出。
  - 10月7日：改為16:55-17:25播出。
  - 11月14日：改為17:15-17:45播出。
  - 11月26日：改為16:55-17:20播出。
  - 11月28日：改為16:50-17:10及17:25-17:30播出。
  - 12月1日：改為17:00-17:30播出。
  - 12月11日：改為17:10-17:40播出。
  - 12月15日：改為16:50-17:00及17:45-18:05播出。

## 海外播放
《放學ICU》另有海外版傳送至無線衛星台及新時代電視，於下列時間播出。
海外版《放學ICU》播放時間：
- 無線衛星台於下午16:55分播放。
- 新時代電視於下午16:00分播放。

## 外部連結
- 《放學ICU》舊官方網站 （页面存档备份，存于）
- 《放學ICU》新官方網站 （页面存档备份，存于）
- 《放學ICU》myTV網上重溫[永久]
- 香港網絡大典上的相关条目：放學ICU

| 香港 無綫電視翡翠台 星期一至五16:15－17:15 · 2010年12月20日起 16:20－17:20 · 2014年10月3日起 16:50－17:20 | 香港 無綫電視翡翠台 星期一至五16:15－17:15 · 2010年12月20日起 16:20－17:20 · 2014年10月3日起 16:50－17:20 | 香港 無綫電視翡翠台 星期一至五16:15－17:15 · 2010年12月20日起 16:20－17:20 · 2014年10月3日起 16:50－17:20 |
| --- | --- | --- |
| | 放學ICU （2005年1月3日—2015年1月9日）                                                                     | |
| 至NET小人類 （2000年1月3日—2004年12月31日）                                                               | Think Big 天地 （2015年1月12日—2021年8月15日）                                                            | |